# Бунчуківка
Бунчукі́вка (колишнє Бунчужне) — село в Україні, у Білокуракинській селищній громаді Сватівського району Луганської області. Населення становить 413 осіб на 135 дворів. Площа села 352,8 га.

## Історія
Село засноване козаками-переселенцями на початку XVII століття. Назва пов'язана з козацьким клейнодом тюркського походження — бунчуком. На початку XVIII століття, після азовських походів Петра I ці землі були віддані князю Борису Куракіну. Його син Олександр Куракін займався освоєнням цих земель в 1730-1760-х роках, розводив на цих землях овець та велику рогату худобу, давав притулок кріпакам-утікачам з України та Росії.
У 1917 році створена Рада селянських депутатів. Після адміністративної реформи до Бунчуківської сільської ради відносились села та хутори: Бунчуківка, Миколаївка, Кисилівка, Павлівка, Грицаївка. У 1926 році була створена перша профспілкова організація. У 1928 році були засновані комуністична (Носуля Єгор Іванович) та у 1930 році комсомольська організації (Кононенко Прокіп Федорович, Старченко Василь Семенович, Філоненко Максим Федотович). У 1929 році Бунчужний П. І., Веселий Ф. М. та Старченко І. Т. створили комбід.
Село постраждало внаслідок геноциду українського народу, проведеного урядом СРСР 1932—1933 та 1946—1947 років. Під час організованого радянською владою Голодомору 1932—1933 років померло щонайменше 515 жителів села (за іншими архівними даними — 285 осіб).
У роки німецько-радянської війни село було окуповане німецько-італійськими військами з червня 1942 по січень 1943 року. Під час Острогозько-Розсошанської наступальної операції частинам Південно-Західного фронту Червоної армії була поставлена задача вийти 18 січня 1943 року на лінію Шахове — Нагольна — Дем'янівка — Грицаївка — Гайдуківка. 24 січня 1943 року бійці 172 стрілецької дивізії зайняли села Бунчуківка, Лаврівка, Кисилівка. Під час Другої світової війни на фронт пішло 256 мешканців села. 157 з них загинуло. 76 нагороджено орденами СРСР. За підозрами у колабораціонізмі 13 мешканців села було заарештовано та відправлено до концтаборів.

## Населення
На початок XXI століття населення становить 413 осіб, 135 дворів.
1804 року в селі по обидва боки яру налічувалось 42 двори, на хуторі Киселів — 12 дворів. 1885 року на колишньому державному хуторі Олексіївської волості Старобільського повіту проживало 979 осіб, було 220 дворових господарств. У 1914 році в селі проживало 1671 особа. Станом на 1959 рік село налічувало 549 мешканців, 166 дворів.

## Вулиці
У селі існують такі вулиці: Козинка, Колгоспна, Комсомольська (закладена у 1980-ті роки), Лугова, Молодіжна (закладена у 1980-ті роки), Набережна, Садова, Центральна. Історично в селі склалися висілки: Холоша, Козинка, Базарівка, Гарбузова, Яловівка, Середина.

## Економіка
За радянських часів у селі розміщувалась центральна садиба першого колгоспу «Шлях культури». Він об'єднував 468 членів на 203 двори села. Також було створено колгосп «імені Ворошилова» — 121 член та 318 га землі.
Під час війни, у 1944 році було відновлено 2 колгоспи: «імені Будьонного» (голова Кисіль Роман Іванович) та «Третя п'ятирічка» (голова Носуля Пилип Єгорович).
Післявоєнний колгосп імені Кірова мав 6046 га сільгоспугідь, з них 3735 га ріллі. Головами колгоспу були: 1962—1975 — Вітер Іван Григорович; 1975—1997 — Греков Олександр Іванович. Господарство спеціалізувалось на відгодівлі великої рогатої худоби. Колгосп був нагороджений іменним прапором від імені ЦК КПРС, Верховної Ради СРСР та ВЛКСМ.
На початку XXI століття більшість розпайованих сільськогосподарських земель орендує СТОВ Україна (голова Лавренко Микола Григорович). Вирощування зернових, технічних культур, виробництво молока та м'яса, суміші для годівлі тварин. Працює цех, у колишньому приміщенні школи, з виготовлення одежі ВАТ «Глорія Джинс».
У 2008 році в рамках пілотного проекту з альтернативного використання енергоносіїв було переведено 4 приватні оселі на електричне опалення.

## Транспорт
Розташоване за 9 км автошляхом від районного центру та за 14 км від залізничної станції Білокуракине, що на лінії Валуйки — Кіндрашівська-Нова. Відстань до обласного центру (Луганськ) — 140 км.

## Культура
У селі були зведені восьмирічна школа на 120 міст, будинок культури на 300 міст, фельдшерсько-акушерський пункт, бібліотека, побутова майстерня з ремонту одягу та взуття, відділок зв'язку, магазини та будівля відділення Ощадкаси. 21 вересня відмічають день села.

## Пам'ятники

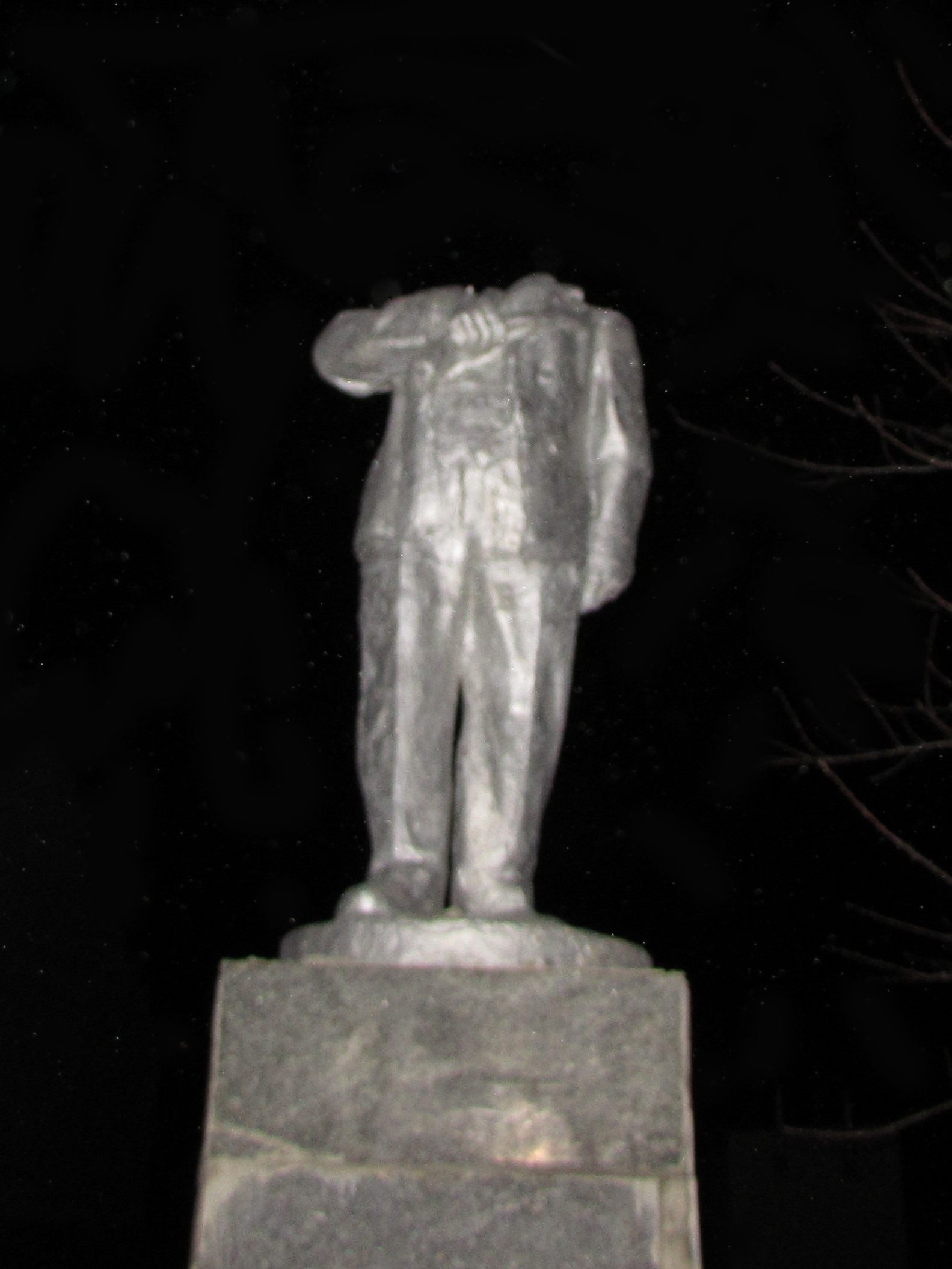
Зруйнований пам'ятник Леніну в Бунчуківці

Пам'ятник-стела односельчанам, що не повернулись з війни і пам'ятник Леніну. Останні був зруйнований невідомими активістами 22 жовтня 2014 року в рамках декомунізації країни.

## Церква
Церква Різдва Пресвятої Богородиці була збудована з цегли 1880 року на кошти прихожан за проектом архітектора Ф. І. Данилова. У 1960-ті роки була перетворена на зерносховище колгоспу. Знаходиться у напівзруйнованому стані. Станом на 2016 рік настоятелем храму служить ієрей Андрій Миронюк.

## Видатні особистості
- Вітер Іван Григорович — голова колгоспу, нагороджений орденом Жовтневої революції.
- Греков Олександр Іванович — голова колгоспу, нагороджений орденом Трудового Червоного Прапора.
- Ківшар Микола Єгорович — заслужений працівник сільського господарства УРСР, нагороджений орденом Трудового Червоного Прапора.
- Ківшар Микола Павлович — заслужений працівник сільського господарства УРСР.
- Коробка Тетяна Михайлівна — нагороджена орденом «Знак пошани».
- Кротков Микола Єгорович — нагороджений орденом Трудової слави III ступеня.
- Носуля Ганна Іванівна — нагороджена орденом «Знак пошани».
- Хмеленко Антоніна Іванівна — вчителька, відмінник народної освіти, нагороджена орденом Леніна.
- Чорнуха Петро Парфилович — нагороджений орденом «Знак пошани».
- Щербак Раїса Власівна — багатодітна мати (7 дітей).